# Vintage Mecanic
Vintage Mecanic (à l'origine Vintage Garage) est une série télévisée documentaire française consacrée à la restauration de véhicules, principalement automobiles anciennes et motos. Elle est diffusée depuis le 18 mai 2016 sur la chaîne RMC Découverte, et sur Tipik depuis septembre 2020.

## Histoire
L'émission voit le jour en 2016 avec une première saison composée de six épisodes et s'appelait « Vintage Garage ».
Une deuxième saison est diffusée en 2017, cette fois-ci sous le nom de « Vintage Mecanic ». Avec une moyenne de 500 000 téléspectateurs, Vintage Mecanic est en deuxième position des audiences de RMC Découverte, derrière Top Gear France. La troisième saison débute la même année et se poursuit en 2018. Une quatrième saison est diffusée en 2019.
Le 11 novembre 2019, un épisode hors série est diffusé pour la première fois. Il s'agit de Road Trip Qatar. François Allain, en compagnie de deux restaurateurs, part à la recherche de deux automobiles, une Lincoln série K et une Rolls-Royce Silver Cloud I. La cinquième saison est diffusée à partir de février 2020. Le 6 mars 2020, Vintage Mecanic bat des records d’audience avec 642 000 téléspectateurs.
La saison 6 est lancée le 22 octobre 2020 ; le début de la saison est consacré à des véhicules XXL. Un projet de création d'un hot rod à partir d'une Peugeot 201 est mené, ainsi que la restauration d'un camion-grue pour le musée des sapeurs-pompiers de Paris. Enfin, pour la première fois, François Allain fait appel à des amateurs, pour restaurer un ancien autobus de la RATP.
L'émission Vintage Mecanic a remporté le prix de la meilleure émission automobile pour la saison 2020 - 2021 lors de la cérémonie des Rétros d'Or qui s'est déroulée lors du salon Époqu'auto à Lyon le 06 novembre 2021.
En 2021, la création française Vintage Mecanic commence à s’exporter : l'émission est diffusée en Allemagne, en Belgique et bientôt en Italie, en Espagne et au Portugal.

## Principe

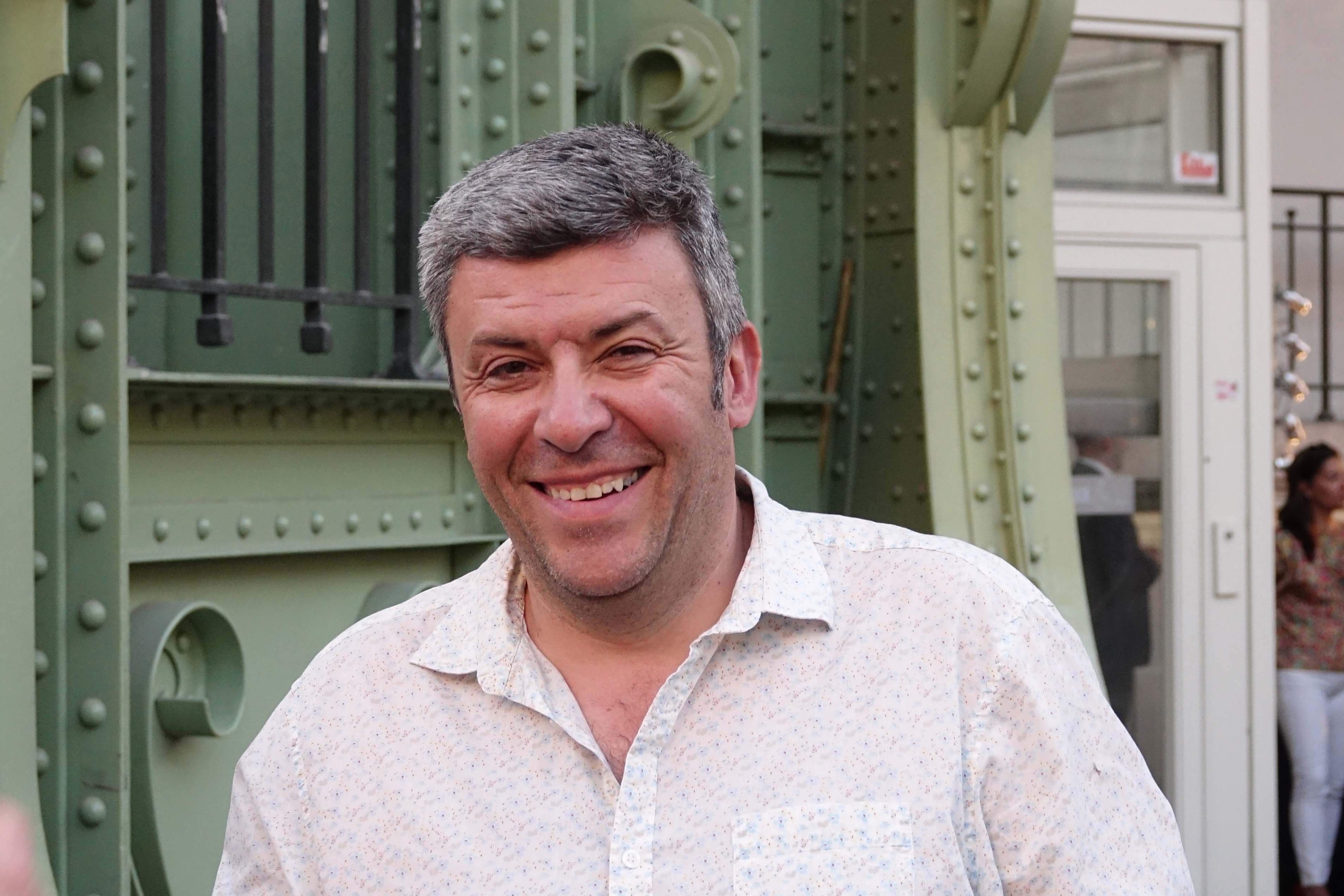
François Allain, présentateur de l'émission.

L'émission est présentée par François Allain, qui déclare avoir « la passion des vieilles voitures et de la mécanique en général » et vouloir « la partager, d'autant que beaucoup de gens ont envie de retrouver la voiture de leur enfance, celle qui n'a rien à voir avec les autos actuelles ».
Ainsi, dans chaque épisode, François Allain commence par trouver un véhicule par le biais de petites annonces, sur proposition de collectionneurs ou encore grâce à des relations professionnelles. Une fois le véhicule pris en charge, il fait appel à plusieurs restaurateurs pour le rénover. Celui qui propose le budget le plus faible pour la restauration se voit attribuer le chantier.
Les interventions sur les véhicules diffèrent selon les épisodes en fonction du véhicule choisi et de l'ampleur des actions à réaliser. De plus, selon François Allain, l'objectif est de présenter des modèles différents et alterner véhicules français et étrangers, abordables ou onéreux, anciens et récents,. Des petites animations 3D et des zooms sur le travail des artisans rythment la restauration.
À l'issue de la rénovation, François Allain passe au crible le véhicule, puis une séquence avec la rencontre d'une célébrité collant au véhicule restauré ponctue l'émission. Cette dernière se termine par la revente du véhicule qui a lieu lors de ventes aux enchères, de rassemblements ou par annonces, ou sa restitution à son propriétaire après restauration.

## Saisons
| Saison | Nombre d'épisodes | Début de diffusion | Fin de diffusion |
| ------ | ----------------- | ------------------ | ---------------- |
| 1      | 6                 | 18 mai 2016        | 1er juin 2016    |
| 2      | 12                | 15 mars 2017       | 19 avril 2017    |
| 3      | 14                | 6 décembre 2017    | 28 mars 2018     |
| 4      | 12                | 4 février 2019     | 11 mars 2019     |
| 5      | 12                | 27 février 2020    | 2 avril 2020     |
| 6      | 15                | 22 octobre 2020    | 9 décembre 2021  |
| 7      | 17                | 14 avril 2022      | 17 novembre 2022 |
| 8      | 23                | 23 mars 2023       | 2 novembre 2023  |
| 9      | 15                | 4 mars 2024        | 26 novembre 2024 |

### Saison 1
Six automobiles sont rénovées. Dans cette saison, les travaux non signalés[C'est-à-dire ?] lors des enchères donnent lieu à une re-facturation.
| Ép. | Première diffusion | Constructeur    | Modèle           | Année | Pays | Achat    | Restauration | Revente  | Bénéfice | Restaurateur    | Invité                              |
| --- | ------------------ | --------------- | ---------------- | ----- | ---- | -------- | ------------ | -------- | -------- | --------------- | ----------------------------------- |
| 01  | 18 mai 2016        | Jaguar          | XK150            | 1959  |      | 52 000 € | 6 000 €      | 65 000 € | 7 000 €  | PN Classic      | Paul Belmondo                       |
| 02  | 18 mai 2016        | Peugeot         | 205 GTI          | 1984  |      | 2 600 €  | 6 900 €      | 9 000 €  | −500 €   | Lady Art Car    | Christophe Lambert et Gérard Welter |
| 03  | 25 mai 2016        | Volkswagen      | Coccinelle       | 1974  |      | 2 500 €  | 6 500 €      | 9 500 €  | 500 €    | Peanuts Butter  | Nicolas Mas                         |
| 04  | 25 mai 2016        | Porsche         | 911 (964)        | 1990  |      | 27 500 € | 20 415 €     | 49 500 € | 1 585 €  | ODS Automobiles | Benjamin Castaldi                   |
| 05  | 1er juin 2016      | Willys-Overland | Jeep Willys      | 1944  |      | 5 000 €  | 8 160 €      | /        | /        | Jeep Village    | Claude Lelouch                      |
| 06  | 1er juin 2016      | Jaguar          | Type E Cabriolet | 1972  |      | 55 000 € | 9 160 €      | 70 000 € | 5 840 €  | Atelier Ares    | Anthony Beltoise                    |

Source Betaseries

### Saison 2
Dix automobiles, un tracteur et une moto sont rénovés. Dans cette saison, les travaux non signalés lors des enchères donnent lieu à une refacturation.
| Ép. | Première diffusion | Constructeur  | Modèle                 | Année | Pays | Achat    | Restauration | Revente   | Bénéfice | Restaurateur                    | Invité(e)          |
| --- | ------------------ | ------------- | ---------------------- | ----- | ---- | -------- | ------------ | --------- | -------- | ------------------------------- | ------------------ |
| 01  | 15 mars 2017       | Citroën       | Méhari                 | 1987  |      | 7 000 €  | 6 500 €      | 14 500 €  | 1 000 €  | Peanuts Butter                  | Olivier de Benoist |
| 02  | 15 mars 2017       | Ferrari       | 400i                   | 1981  |      | /        | 5500 €       | 80 000 €  | 500 €    | PN Classic                      | Shemar Moore       |
| 03  | 22 mars 2017       | Renault       | 4CV Sport              | 1958  |      | /        | 3 000 €      | /         | /        | Héritage Classiques Automobiles | Arnaud Tsamere     |
| 04  | 22 mars 2017       | Mercedes-Benz | Pagode 280 SL          |       |      | 39 000 € | 52 000 €     | 103 000 € | 12 000 € | ODS Automobiles                 | Agustín Galiana    |
| 05  | 29 mars 2017       | BMW           | 2002 TII Touring       | 1972  |      | 3 000 €  | 14 500 €     | 17 500 €  | 0 €      | Lady Art Car                    | Le Tone            |
| 06  | 29 mars 2017       | Triumph       | TR3                    | 1959  |      | /        | 3 000 €      | /         | 200 €    | Atelier Ares                    | Axel Bauer         |
| 07  | 5 avril 2017       | Peugeot       | 406 Coupé              |       |      | 2 500 €  | 3 900 €      | 3 600 €   | −2 300 € | Lady Art Car                    | Samy Naceri        |
| 08  | 5 avril 2017       | Ferrari       | Testarossa             |       |      | 75 000 € | 45 000 €     | 130 000 € | 10 000 € | ODS Automobiles                 | Daniel Narcisse    |
| 09  | 12 avril 2017      | Volkswagen    | Golf 1 GTI             | 1981  |      | 5 500 €  | 10 500 €     | 12 500 €  | −3 500 € | Héritage Classiques Automobiles | Artus              |
| 10  | 12 avril 2017      | Porsche       | Junior A111 (tracteur) | 1953  |      | 2 000 €  | 7 290 €      | 9 500 €   | 210 €    | PN Classic                      | Tomer Sisley       |
| 11  | 19 avril 2017      | Fiat          | 500                    | 1972  |      | 1 000 €  | 7 100 €      | 9 000 €   | 900 €    | Peanuts Butter                  | Malika Ménard      |
| 12  | 19 avril 2017      | Honda         | CB 750 Four (moto)     |       |      | 1 600 €  | 7 200 €      | 9 000 €   | 200 €    | Speed bike                      | Thierry Marx       |

### Saison 3

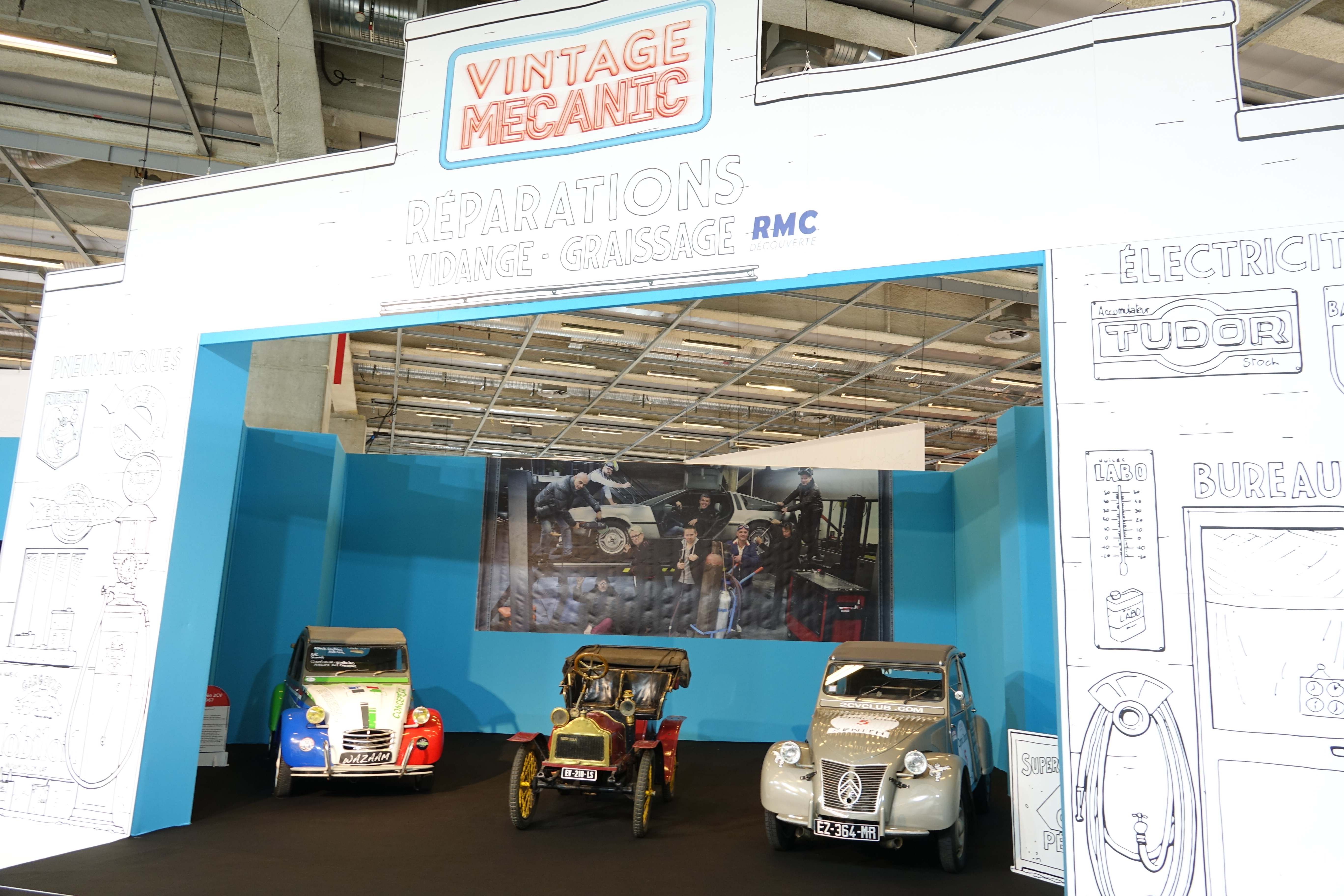
New Axa et deux Citroën 2 CV.

La troisième saison est diffusée sur RMC Découverte du 6 décembre 2017 au 28 mars 2018 à raison de deux épisodes par mercredi.
Onze automobiles et trois motos sont rénovées. Dans cette saison, les travaux non signalés lors des enchères ne donnent pas lieu à une refacturation.
| Ép. | Première diffusion | Constructeur    | Modèle                 | Année | Pays | Achat     | Restauration | Revente   | Bénéfice | Restaurateur                | Invité(e)                                                |
| --- | ------------------ | --------------- | ---------------------- | ----- | ---- | --------- | ------------ | --------- | -------- | --------------------------- | -------------------------------------------------------- |
| 01  | 6 décembre 2017    | Porsche         | 914                    | 1970  |      | 5 000 €   | 19 000 €     | 23 000 €  | −1 000 € | Peanuts Butter              | Romain Dumas                                             |
| 02  | 6 décembre 2017    | DeLorean        | DMC-12                 |       |      | 26 500 €  | 7 500 €      | 37 000 €  | 3 000 €  | Lady Art Car                | Rachid Badouri                                           |
| 03  | 13 décembre 2017   | Aston Martin    | V8 Volante             |       |      | 180 000 € | 8 000 €      | 195 000 € | 7 000 €  | Atelier Ares                | Sonia Rolland                                            |
| 04  | 13 décembre 2017   | Rolls-Royce     | Silver Shadow Mk 1     | 1976  |      | 4 000 €   | 12 000 €     | 16 000 €  | 0 €      | ODS Automobiles             | Antoine Duléry                                           |
| 05  | 20 décembre 2017   | Harley-Davidson | Electra Glide (moto)   | 1978  |      | 6 000 €   | 8 000 €      | 12 000 €  | −2 000 € | Speed bike                  | Vincent Moscato                                          |
| 06  | 20 décembre 2017   | Alfa Romeo      | Spider série 3         |       |      | 9 500 €   | 3 700 €      | 17 000 €  | 3 800 €  | PN Classic                  | Cécile de Ménibus                                        |
| 07  | 7 mars 2018        | Matra           | 530                    |       |      | 10 000 €  | 3 550 €      | 15 500 €  | 1 950 €  | PN Classic                  | Claudio Capéo                                            |
| 08  | 7 mars 2018        | BMW             | R 75/5 (moto)          |       |      | 1 900 €   | 8 000 €      | 12 000 €  | 2 100 €  | L'atelier du roule toujours | Arnaud Gidoin                                            |
| 09  | 14 mars 2018       | Triumph         | TR4                    | 1965  |      | 5 000 €   | 30 000 €     | 43 000 €  | 8 000 €  | Lady Art Car                | Frank Lebœuf                                             |
| 10  | 14 mars 2018       | Peugeot         | 304 cabriolet          |       |      | /         | 11 000 €     | /         | /        | Peanuts Butter              | Julie Andrieu                                            |
| 11  | 21 mars 2018       | Citroën         | 2 CV                   | 1967  |      | 3 000 €   | 5 850 €      | 12 000 €  | 3 150 €  | PN Classic                  | Rémy Julienne                                            |
| 12  | 21 mars 2018       | De Dion-Bouton  | New Axa                | 1902  |      | /         | 200 €        | /         | /        | ODS Automobiles             | Margot Laffite                                           |
| 13  | 28 mars 2018       | Chevrolet       | Corvette C3 Stingray   |       |      | /         | 32 000 €     | /         | /        | ODS Automobiles             | Luc Alphand et Jean-Luc Moreau, le propriétaire de la C3 |
| 14  | 28 mars 2018       | Triumph         | Bonneville T120 (moto) | 1970  |      | 2 000 €   | 10 000 €     | 15 000 €  | 3 000 €  | L'atelier du roule toujours | Samuel Étienne                                           |

### Saison 4
Onze automobiles et un side-car sont rénovés. Dans cette saison, les travaux non signalés lors des enchères ne donnent pas lieu à une refacturation. De plus, certains projets onéreux (Porsche 356, Mercedes-Benz 600) impliquent la négociation d'un paiement différé des vendeurs et des restaurateurs voire de brader la vente du véhicule restauré.
| Ép. | Première diffusion | Constructeur  | Modèle              | Année | Pays                   | Achat     | Restauration | Revente   | Bénéfice | Restaurateur                    | Invité(e)            |
| --- | ------------------ | ------------- | ------------------- | ----- | ---------------------- | --------- | ------------ | --------- | -------- | ------------------------------- | -------------------- |
| 01  | 4 février 2019     | Ford          | Mustang I           | 1970  |                        | 20 000 €  | 7 500 €      | 28 000 €  | 500 €    | Atelier Ares                    | Djibril Cissé        |
| 02  | 4 février 2019     | Citroën       | Traction Avant      | 1952  |                        | 2 300 €   | 12 500 €     | 16 000 €  | 1 200 €  | Atelier des chevrons            | Louis Bertignac      |
| 03  | 11 février 2019    | Siata         | Spring              | 1968  |                        | 8 500 €   | 3 700 €      | 17 000 €  | 4 800 €  | Héritage Classiques Automobiles | Jean-Marie Bigard    |
| 04  | 11 février 2019    | Chevrolet     | Chevelle SS         | 1969  |                        | 22 800 €  | 8 000 €      | 35 000 €  | 4 200 €  | PN Classic                      | Valérie Bègue        |
| 05  | 18 février 2019    | Volkswagen    | Karmann Ghia        | 1963  |                        | 19 500 €  | 3 500 €      | 26 000 €  | 2 000 €  | Peanuts Butter                  | Willy Sagnol         |
| 06  | 18 février 2019    | Austin        | Mini MK1 Morris     | 1966  |                        | 4 000 €   | 7 800 €      | 14 000 €  | 2 200 €  | Peanuts Butter                  | Sébastien Folin      |
| 07  | 25 février 2019    | Jaguar        | Mark 2              | 1960  |                        | 20 000 €  | 75 000 €     | /         | /        | Atelier Ares                    | Alexandre Brasseur   |
| 08  | 25 février 2019    | Porsche       | 356 cabriolet       | 1958  |                        | 120 000 € | 80 000 €     | 215 000 € | 15 000 € | Lady Art Car                    | Alessandra Sublet    |
| 09  | 4 mars 2019        | Zündapp       | KS 750 (side-car)   | 1943  | Drapeau de l'Allemagne | /         | 13 000 €     | /         | /        | Speed bike                      | Olivier Delacroix    |
| 10  | 4 mars 2019        | Peugeot       | 504 Coupé Cabriolet | 1976  |                        | 8 500 €   | 28 000 €     | 39 000 €  | 2 500 €  | Lady Art Car                    | Michel Fugain        |
| 11  | 11 mars 2019       | Mercedes-Benz | 600                 | 1972  |                        | 80 000 €  | 57 000 €     | 135 000 € | −2 000 € | ODS Automobiles                 | Lord Kossity         |
| 12  | 11 mars 2019       | Simca         | Aronde P60          | 1961  |                        | 4 500 €   | 2 500 €      | 7 300 €   | 300 €    | PN Classic                      | Philippe Saint-André |

### Saison 5
| Ép. | Première diffusion | Constructeur        | Modèle                    | Année | Pays | Achat               | Restauration                 | Revente           | Bénéfice         | Restaurateur                     | Invité(e)       |
| --- | ------------------ | ------------------- | ------------------------- | ----- | ---- | ------------------- | ---------------------------- | ----------------- | ---------------- | -------------------------------- | --------------- |
| 01  | 27 février 2020    | Facel Vega          | Facellia                  | 1963  |      | / (coût : 40 000 €) | 100 000 €                    | /                 | /                | Lady Art Car                     | Sidney Govou    |
| 02  | 27 février 2020    | Chevrolet           | Camaro SS                 | 1968  |      | 40 000 €            | 10 000 €                     | 50 000 €          | 0 €              | PN Classic                       | Maëva Coucke    |
| 03  | 5 mars 2020        | White Motor Company | M16 Half-track            | 1943  |      | 45 000 €            | 0 (30 000 €)                 | 45 000 €          | 0 €              | Jeep Village                     | Serge Tignères  |
| 04  | 5 mars 2020        | Mercedes-Benz       | 190 SL                    | 1962  |      | 95 000 €            | (10 000 € −6 500 €) 3 500 €  | 110 000 €         | 11 500 €         | Atelier Ares                     | David Douillet  |
| 05  | 12 mars 2020       | Citroën             | Rosalie 10L               | 1933  |      | /                   | 12 000 €                     | 12 000 €          | 0 €              | Peanuts Butter + François Allain | Arnaud Ducret   |
| 06  | 12 mars 2020       | Citroën             | SM                        | 1972  |      | 18 000 €            | 10 000 €                     | 30 000 €          | 2 000 €          | Atelier des chevrons             | Michel Drucker  |
| 07  | 19 mars 2020       | Alpine              | A310                      | 1981  |      | /                   | 15 000 €                     | /                 | /                | PN Classic                       | Alain Bernard   |
| 08  | 19 mars 2020       | Dino                | 246 GT                    | 1972  |      | /                   | 20 000 €                     | /                 | /                | ODS Automobiles                  | Florent Pagny   |
| 09  | 26 mars 2020       | Sunbeam             | Alpine Harrington série C | 1963  |      | 20 000 €            | 27 000 €                     | 50 000 €          | 3 000 €          | Lady Art Car                     | Bruno Solo      |
| 10  | 26 mars 2020       | BMW                 | Z1                        | 1989  |      | 37 000 €            | 6 500 €                      | 45 000 € 43 200 € | 1 500 € 300 €    | Peanuts Butter                   | Cartman         |
| 11  | 2 avril 2020       | Austin-Healey       | Sprite Frogeye            | 1960  |      | 18 000 €            | 3 500 €                      | 22 500 € 19 200 € | 1 000 € −2 300 € | Atelier des chevrons             | Sandy Héribert  |
| 12  | 2 avril 2020       | Ferrari             | 330 GT 2+2                | 1966  |      | 200 000 €           | (15 000 € +7 000 €) 22 000 € | 230 000 €         | 8 000 €          | Atelier Ares                     | Sébastien Cauet |

### Saison 6 / Véhicules XXL
| Ép. | Première diffusion | Constructeur                 | Modèle                 | Année | Pays | Achat    | Restauration | Revente   | Bénéfice    | Restaurateur               | Invité(e)                              |
| --- | ------------------ | ---------------------------- | ---------------------- | ----- | ---- | -------- | ------------ | --------- | ----------- | -------------------------- | -------------------------------------- |
| 1   | 22 octobre 2020    | Peugeot                      | 201 M                  | 1936  |      | /        | 20 000 €     | 20 000 €  | 0 €         | Peanuts Butter             | Gerry Blyenberg                        |
| 2   | 29 octobre 2020    | Laffly                       | CG                     | 1938  |      | /        | 0 (6 000 €)  | /         | /           | Atelier des chevrons       | /                                      |
| 3   | 5 novembre 2020    | Renault                      | TN4F                   | 1935  |      | /        | 8 000 €      | 8 000 €   | 0 €         | Autocars anciens de France | Musée des transports urbains de France |
| 4   | 25 février 2021    | Ford                         | Escort Mk1 Mexico      | 1973  |      | /        | 5 299 €      | /         | /           | Atelier Ares               | Ari Vatanen                            |
| 5   | 4 mars 2021        | Harley-Davidson              | J (moto)               | 1919  |      | /        | 13 400 €     | /         | 1 600 €     | Speed bike                 | Jean-Baptiste Guégan                   |
| 6   | 11 mars 2021       | Citroën                      | 2CV fourgonnette       | 1970  |      | 1 200 €  | 21 200 €     | 27 000 €  | 4 600 €     | 2CV Méhari Club Cassis     | Frédérick Bousquet                     |
| 7   | 18 mars 2021       | Chevrolet                    | Corvette C1            | 1958  |      | 65 000 € | 28 000 €     | 103 000 € | 10 000 €    | ODS Automobiles            | Mister V                               |
| 8   | 25 mars 2021       | Société française de Vierzon | 302 (tracteur)         | 1951  |      | 3 200 €  | 4 000 €      | 8 000 €   | 0 € (800 €) | PN Classic                 | Musée Charolais du Machinisme Agricole |
| 9   | 6 mai 2021         | Land Rover                   | Range Rover            | 1970  |      | 1 500 €  | 22 000 €     | 28 000 €  | 4 500 €     | Atelier des chevrons       | Laurent Maistret                       |
| 10  | 13 mai 2021        | NSU                          | Ro 80                  | 1970  |      | 3 000 €  | 6 000 €      | 15 000 €  | 6 000 €     | GARAC                      | Thierry Godard                         |
| 11  | 20 mai 2021        | Ferrari                      | 308 GTS Quattrovalvole | /     |      | /        | 38 000 €     | /         | /           | Lady Art Car               | Bob Sinclar                            |
| 12  | 27 mai 2021        | Peugeot                      | 204 Coupé Groupe 4     | 1970  |      | /        | 11 000 €     | /         | /           | Peanuts Butter             | Yoann Bonato                           |
| 13  | 3 juin 2021        | Austin-Healey                | 3000                   | /     |      | 25 000 € | 45 000 €     | 80 000 €  | 10 000 €    | Lady Art Car               | Dominique Rizet et Rachid M'Barki      |
| 14  | 2 décembre 2021    | Ford                         | GPA                    | /     |      | 80 000 € | 41 000 €     | 127 000 € | 6 000 €     | Jeep Village               | Jonathan Lobert                        |
| 15  | 9 décembre 2021    | Chappe et Gessalin           | CG 1200 S              | /     |      | /        | 8 100 €      | /         | /           | PN Classic                 | Bernard Darniche                       |

### Saison 7
| Ép. | Première diffusion | Constructeur         | Modèle                            | Année | Pays | Achat    | Restauration | Revente   | Bénéfice | Restaurateur                           | Invité(e)                                       |
| --- | ------------------ | -------------------- | --------------------------------- | ----- | ---- | -------- | ------------ | --------- | -------- | -------------------------------------- | ----------------------------------------------- |
| 01  | 14 avril 2022      | Volvo                | P1800 ES                          | /     |      | 25 000 € | 8 500 €      | 36 000 €  | 2 500 €  | Atelier Classic Auto                   | /                                               |
| 02  | 14 avril 2022      | LM Sovra             | Buggy LM1                         | /     |      | 9 000 €  | 20 000 €     | 30 000 €  | 1 000 €  | Peanuts Butter                         | Jacky Morel                                     |
| 03  | 21 avril 2022      | Marshall, Sons & Co. | Field Marshall série 3 (tracteur) | 1951  |      | 5 000 €  | 5 000 €      | 14 000 €  | 4 000 €  | Musée Charolais du Machinisme Agricole | Thierry Olive                                   |
| 04  | 28 avril 2022      | Citroën              | DS 21                             | 1967  |      | 20 000 € | 17 000 €     | /         | /        | Atelier des chevrons                   | Frédéric Diefenthal                             |
| 05  | 5 mai 2022         | Citroën              | 2 Cv Sahara                       | /     |      | 65 000 € | 30 000 €     | 97 000 €  | 2 000 €  | 2CV Méhari Club Cassis                 | /                                               |
| 06  | 12 mai 2022        | Renault              | Renault 5 Turbo 1                 | /     |      | /        | 50 000 €     | /         | /        | ODS Automobiles                        | Sébastien Loeb, Jean Ragnotti et Alain Serpaggi |
| 07  | 19 mai 2022        | Aston Martin         | DB4 Vantage                       | 1962  |      | /        | 9 500 €      | /         | 500 €    | Atelier Ares                           | Diane Leyre                                     |
| 08  | 26 mai 2022        | Kawasaki             | Kawasaki GPZ 900 R (moto)         | /     |      | 2 000 €  | 4 000 €      | /         | /        | PN Classic et Speed bike               | /                                               |
| 09  | 2 juin 2022        | Ford                 | Mustang Shelby GT 350             | 1970  |      | 96 000 € | 10 000 €     | 110 000 € | 4 000 €  | American Car City Classics             | Romain Grosjean                                 |
| 10  | 9 juin 2022        | Sovel                | Camion électrique                 | 1940  |      | /        | 20 000 €     | /         | /        | Autocars anciens de France             | /                                               |
| 11  | 6 octobre 2022     | Peugeot              | 403 cabriolet                     | /     |      | /        | 80 000 €     | /         | 3 000 €  | Lady Art Car                           | Thierry Ardisson                                |
| 12  | 13 octobre 2022    | Panhard              | ERC-90 Sagaie                     | 1979  |      | /        | 30 000 €     | /         | /        | Jeep Village                           | /                                               |
| 13  | 20 octobre 2022    | Porsche              | 550 Replica                       | /     |      | /        | 9 000 €      | /         | 500 €    | Peanuts Butter                         | /                                               |
| 14  | 27 octobre 2022    | Bouvot Caron         | Barquette                         | 1953  |      | /        | 20 000 €     | /         | /        | Peanuts Butter                         | /                                               |
| 15  | 3 novembre 2022    | BMW                  | E9 2800 CS                        | 1969  |      | /        | 55 000 €     | /         | 1 000 €  | Lady Art Car                           | /                                               |
| 16  | 10 novembre 2022   | Lamborghini          | Espada                            | 1975  |      | /        | 17 000 €     | /         | 3 000 €  | Atelier Classic Auto                   | /                                               |
| 17  | 17 novembre 2022   | Bentley              | S3 Continental Cabriolet          | 1961  |      | /        | 20 000 €     | /         | 5 000 €  | Atelier Ares                           | /                                               |

### Saison 8
| Ép. | Première diffusion | Constructeur | Modèle               | Année | Pays | Achat    | Restauration | Revente   | Bénéfice | Restaurateur                                | Invité(e)                        |
| --- | ------------------ | ------------ | -------------------- | ----- | ---- | -------- | ------------ | --------- | -------- | ------------------------------------------- | -------------------------------- |
| 01  | 23 mars 2023       | Datsun       | 240Z                 | 1969  |      | 14 000 € | 13 500 €     | 27 500 €  | 0 €      | Lady Art Car                                | /                                |
| 02  | 30 mars 2023       | Maserati     | Quattroporte         | 1969  |      | 35 000 € | 45 000 €     | 85 000 €  | 5 000 €  | Atelier Classic Auto                        | /                                |
| 03  | 6 avril 2023       | BMW          | Z3                   | 1997  |      | 4 000 €  | 6 000 €      | 12 000 €  | 2 000 €  | GD Classic                                  | /                                |
| 04  | 13 avril 2023      | Renault      | 4L                   | 1991  |      | /        | 17 000 €     | /         | 1 000 €  | 2CV Méhari Club Cassis                      | /                                |
| 05  | 20 avril 2023      | Chevrolet    | Corvette C3 Pace Car | 1978  |      | /        | 17 000 €     | /         | 3 000 €  | American Car City Classics                  | /                                |
| 06  | 27 avril 2023      | Aston Martin | DB5                  | 1965  |      | /        | 80 000 €     | /         | 5 000 €  | Classic Auto Restor                         | /                                |
| 07  | 4 mai 2023         | Lotus        | Esprit S2.2          | 1981  |      | 35 000 € | 19 000 €     | 58 500 €  | 4 500 €  | AB Motors                                   | /                                |
| 08  | 11 mai 2023        | Renault      | Floride S            | 1962  |      | 7 000 €  | 9 000 €      | /         | /        | Atelier des chevrons                        | Dominique Chapatte               |
| 09  | 18 mai 2023        | Peugeot      | 309 GTI 16           | 1990  |      | 10 000 € | 3 000 €      | 13 000 €  | 0 €      | GARAC                                       | François Delecour                |
| 10  | 25 mai 2023        | NAF          | Navy N3N Canary      | 1943  |      | /        | 17 000 €     | /         | /        | Amicale Jean-Baptiste Salis                 | Musée Volant Salis et Jack Krine |
| 11  | 1er juin 2023      | Porsche      | 911 Groupe 4         | 1980  |      | /        | 20 000 €     | /         | 2 000 €  | Orlandi Sport Auto                          | Thierry Boutsen                  |
| 12  | 8 juin 2023        | Ursus        | C-45 (en)            | 1950  |      | 8 000 €  | 15 000 €     | 25 000 €  | 2 000 €  | Musée Charolais du Machinisme Agricole      | /                                |
| 13  | 15 juin 2023       | Riva         | Super Florida        | 1964  |      | 37 000 € | 46 000 €     | 100 000 € | 17 000 € | Riviera Classic Boat                        | /                                |
| 14  | 31 août 2023       | Fiat         | Dino                 | ?     |      | 27 000 € | 19 000 €     | 48 000 €  | 2 000 €  | ODS Automobiles                             | Anne-Charlotte Rousseau          |
| 15  | 7 septembre 2023   | GMC          | DUKW 353             | ?     |      | 28 000 € | 25 000 €     | 60 000 €  | 7 000 €  | Association patrimoine véhicules militaires | /                                |
| 16  | 11 septembre 2023  | Simca        | Vedette Regence      | 1955  |      | /        | 8 000 €      | /         | /        | Atelier des chevrons                        | Jean-Pierre Foucault             |
| 17  | 18 septembre 2023  | Porsche      | 911 Targa 2l S       | 1969  |      | /        | 135 000 €    | /         | 5 000 €  | Lady Art Car                                | /                                |
| 18  | 28 septembre 2023  | Setra        | S12                  | 1964  |      | /        | 46 000 €     | /         | 4 000 €  | Association Autocars Anciens de France      | /                                |
| 19  | 2 octobre 2023     | Triumph      | TR5                  | 1968  |      | 34 000 € | 14 000 €     | 51 000 €  | 3 000 €  | Garage Classic Auto                         | /                                |
| 20  | 12 octobre 2023    | MG           | MGB                  | 1964  |      | /        | 16 000 €     | /         | 1 000 €  | GD Classic                                  | /                                |
| 21  | 19 octobre 2023    | Porsche      | 928                  | 1978  |      | 13 000 € | 14 000 €     | 32 000 €  | 5 000 €  | Atelier Classic Auto                        | /                                |
| 22  | 27 octobre 2023    | Piaggio      | Vespa 400            | 1959  |      | 5 000 €  | 9 000 €      | 16 000 €  | 2 000 €  | Speed Bike                                  | Antoine de Maximy                |
| 23  | 2 novembre 2023    | Land Rover   | 109 Series III       | 1977  |      | 2 000 €  | 15 000 €     | 20 000 €  | 3 000 €  | Mercié Automobiles                          | /                                |
| 24  | 1 mars 2024        | Aston Martin | DB6 Vantage          |       |      | /        | 15 000 €     | /         | 2 000 €  | Atelier Classic Auto                        | /                                |
| 25  | 18 mars 2024       | McLaren      | MP4/9                | 1994  |      | /        | 244 000 €    | /         | 6 000 €  | LRS Formula                                 | /                                |

### Saison 9
| Ép. | Première diffusion | Constructeur            | Modèle              | Année | Pays | Achat     | Restauration                  | Revente   | Bénéfice | Restaurateur                                                                 | Invité(e)    |
| --- | ------------------ | ----------------------- | ------------------- | ----- | ---- | --------- | ----------------------------- | --------- | -------- | ---------------------------------------------------------------------------- | ------------ |
| 01  | 11 mars 2024       | Dodge                   | Viper GTS           | 1998  |      | 40 000 €  | 28 000 €                      | 70 000 €  | 2 000 €  | Garage Speed Bike                                                            | Philippe Bas |
| 02  | 25 mars 2024       | BMW                     | M3 E30 cabriolet    | 1987  |      | 75 000 €  | 10 000 €                      | 88 000 €  | 3 000 €  | GD Classic                                                                   | /            |
| 03  | 1er avril 2024     | Saviem                  | SC-10 UMCR RATP     | 1980  |      | 1 €       | /                             | /         | /        | Association Sauvabus avec les ateliers de Championnet RATP Cap Île-de-France | /            |
| 04  | 8 avril 2024       | Morgan                  | Morgan 4/4          | 1989  |      | 20 000 €  | 14 000 €                      | 36 000 €  | 2 000 €  | ODS Automobiles                                                              | /            |
| 05  | 15 avril 2024      | Volkswagen              | Combi T2A           | 1968  |      | 7 000 €   | (25 000 €)                    | 7 000 €   | 0 €      | Peanuts Butter                                                               | /            |
| 06  | 22 avril 2024      | Talbot-Matra            | Murena 2.2 S        | 1983  |      | /         | (15 000 € + 7 000 €) 22 000 € | /         | 3 000 €  | Atelier ARES                                                                 | /            |
| 07  | 29 avril 2024      | Jaguar                  | XK 120 OTS          | 1953  |      | /         | 40 000 €                      | /         | 5 000 €  | Prestige Motor's Vence                                                       | /            |
| 08  | 6 mai 2024         | Farmall                 | Cub                 | 1957  |      | 500 €     | 1 000 €                       | 2 000 €   | 500 €    | François Allain                                                              |              |
| 09  | 13 mai 2024        | Audi                    | TT Mk1 Roadster     | 1999  |      | 1 500 €   | 7 000 €                       | 9 500 €   | 1 000 €  | Dépanne Motors                                                               |              |
| 10  | 22 octobre 2024    | Volkswagen              | Golf III VR6        | 1995  |      | 6 000 €   | 8 000 €                       | 14 000 €  | 0 €      | GD Classic                                                                   | /            |
| 11  | 29 octobre 2024    | Renault                 | Safrane Biturbo     | 1993  |      | 5 000 €   | 14 000 €                      | 23 000 €  | 4 000 €  | Lady Art Car                                                                 | /            |
| 12  | 5 novembre 2024    | Réplique                | AC Cobra            | 1983  |      | /         | 15 000 €                      | /         | 2 000 €  | ODS Automobiles                                                              | /            |
| 13  | 12 novembre 2024   | Citroën                 | Type H              | 1959  |      | 15 000 €  | 25 000 €                      | 41 500 €  | 1 500 €  | Atelier des chevrons                                                         | /            |
| 14  | 19 novembre 2024   | Peugeot                 | 604 STI Limousine   | 1981  |      | 30 000 €  | 25 000 €                      | /         | 5 000 €  | Classic Auto Restor                                                          | /            |
| 15  | 26 novembre 2024   | Ford                    | Fiesta XR2i         |       |      |           |                               |           |          | Prestige Motor's Vence                                                       | /            |
| 16  | 3 décembre 2024    | International Harvester | F8-63               |       |      |           |                               |           |          | Oldmeca Passion                                                              | /            |
| 17  | 10 décembre 2024   | Renault                 | Renault 5           |       |      |           |                               |           |          | 2CV Méhari Club Cassis                                                       | /            |
| 18  | 17 décembre 2024   | BMW                     | E36 325 TD          |       |      |           |                               |           |          | Dépanne Motors                                                               | /            |
| 19  | 7 avril 2025       | Ferrari                 | 456M GT             |       |      | 35 000 €  | 40 000 €                      |           |          | Phaeton Workshop                                                             |              |
| 20  | 14 avril 2025      | Pygmée                  | Formule 3           |       |      |           |                               | /         |          | Peanuts Butter                                                               |              |
| 21  | 21 avril 2025      | Panhard                 | PL17                |       |      |           |                               | /         |          | Lady Art Car                                                                 |              |
| 22  | 28 avril 2025      | Porsche                 | 911 Type 964 Jubilé |       |      | 115 000 € | 33 000 €                      | 153 000 € | 5 000 €  | PN Classic                                                                   | /            |
| 23  | 5 mai 2025         | Citroën                 | 2 CV Umap           |       |      |           |                               |           |          |                                                                              |              |
| 24  | 12 mai 2025        | Delahaye                | Type 163            |       |      |           |                               |           |          |                                                                              |              |